# Aechmea serragrandensis
Espèce
Classification phylogénétique
Aechmea serragrandensis est une espèce de plantes de la famille des Bromeliaceae, endémique de la forêt atlantique (mata atlântica en portugais) au Brésil.

## Distribution
L'espèce est endémique de l'État d'Alagoas au Brésil.

## Description
L'espèce est épiphyte.

## Taxonomie
Le nom correct complet (avec auteur) de ce taxon est Aechmea serragrandensis Leme & J.A.Siqueira.